# Markt (Radeberg)
Der Markt ist der zentrale Platz in der sächsischen Stadt Radeberg. Fast alle Gebäude, die den Markt umgeben, stehen unter Denkmalschutz. Wichtige städtische Einrichtungen wie das Rathaus, das Standesamt, das Bürgerbüro und die Stadtbibliothek befinden sich am Markt.

## Lage
Der rechteckige gepflasterte Platz befindet sich inmitten der historischen Innenstadt. Die markantesten Objekte am Markt sind das von Samuel Locke entworfene und 1769 fertiggestellte Rathaus sowie die 2012 neu errichtete Postdistanzsäule. Rings um den Markt befinden sich hauptsächlich Wohnhäuser und verschiedene Einzelhandelsgeschäfte. Der Platz ist über die Hauptstraße und die Pirnaer Straße zu erreichen, die Oberstraße führt vom Markt stadtauswärts. Die Schloßstraße führt vom Schloss Klippenstein, die Niederstraße vom Stadtbad direkt auf den Marktplatz. Der Markt wird von den Buslinien 28 (Stadtverkehr Radeberg) und 755 (Regionalverkehr) des Regionalbus Oberlausitz (RBO) angefahren. Beide Linien sind in den Verkehrsverbund Oberelbe (VVO) eingebunden.

## Geschichte
Bereits bevor Radeberg am 16. März 1412 von Landgraf Friedrich IV. (Meißen und Thüringen), genannt der Friedfertige oder Einfältige, auch der Jüngere,              das Stadt- und Weichbildrecht erhielt, entwickelte sich im 14. Jahrhundert der Marktplatz des Ortes. Diese Entwicklung wurde sowohl durch die Burg Radeberg (Vorgängerbauwerk des Schlosses Klippenstein) als auch durch den Ausbau des Straßennetzes (vor allem der Böhmischen Salzstraße) positiv beeinflusst. Der Markt bekam gemeinsam mit der Stadt eine immer größere Bedeutung in der Region. Der Handel mit Salz spielte über mehrere Jahrhunderte eine wichtige Rolle. Der Frischemarkt im nahen Dresden bezog viele Waren und Güter aus dem Umland über den Radeberger Markt. Auch das Brauwesen erwarb seine Rohstoffe über die Händler des Marktes.
Im 15. und 16. Jahrhundert kam es mehrfach zu Unstimmigkeiten zwischen den Märkten der Städte Pirna und Radeberg, der Radeberger Markt entwickelte sich jedoch durch seine günstigere Lage schneller und erfolgreicher als der Markt in Pirna. In überlieferten Stadtplanungsunterlagen aus dem 16. Jahrhundert wurde von planmäßigen Ausbauten des Marktplatzes innerhalb der Stadttore berichtet. Regelmäßig wurden Jahrmärkte in Radeberg abgehalten. Im Jahr 1745 eröffnete das Unternehmen Riquet & Co. eine Teehandelsniederlassung am Radeberger Markt.

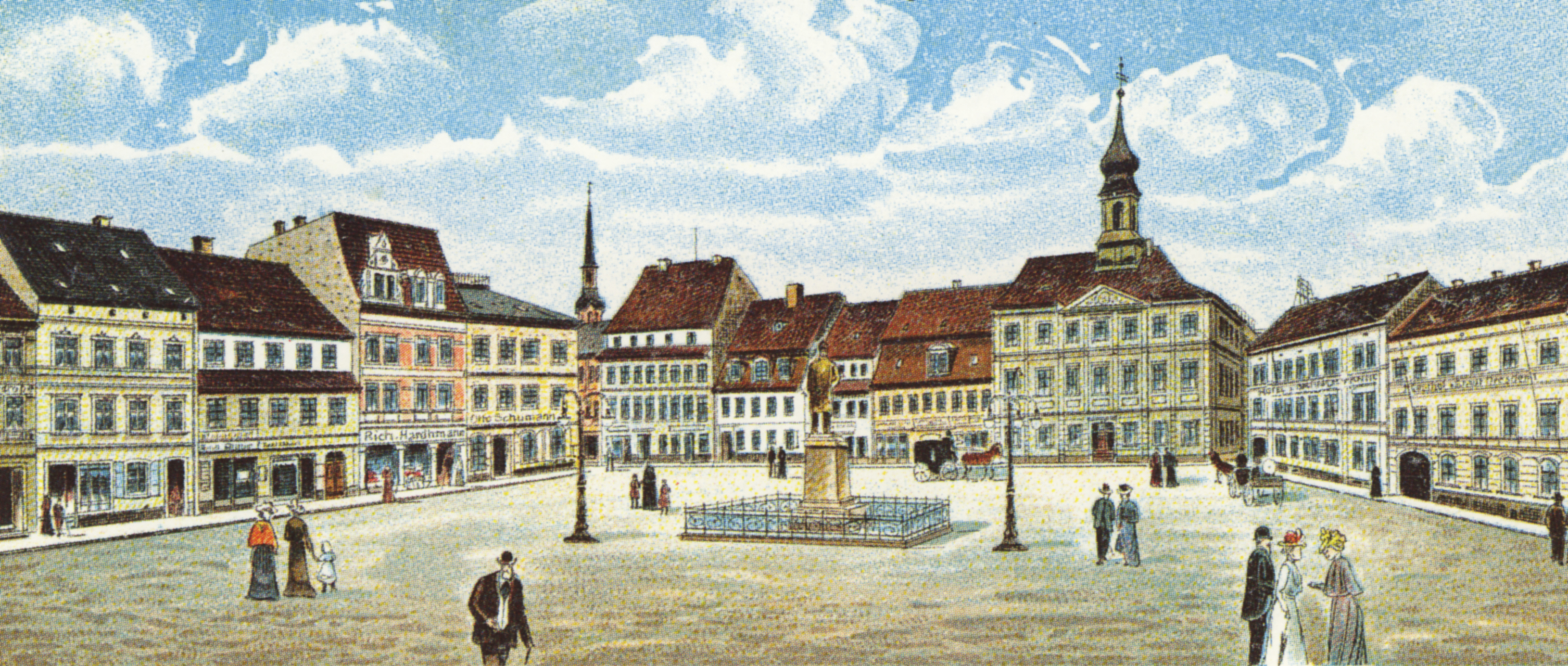
Radeberger Markt um 1900

Im 18. und 19. Jahrhundert war Radeberg eine Garnisonsstadt. Das Wachgebäude, der zentrale Militärstandort, befand sich von 1769 bis 1824 auf dem Markt (etwa am Standort des Hauses Markt 2).
Bevor die Haushalte Radebergs an eine öffentliche Wasserversorgung angeschlossen wurden, hatten sich auf dem Markt große Wassertröge aus Holz befunden, um die Versorgung der Stadt zu gewährleisten. Im 19. Jahrhundert wurden sie durch steinerne Tröge ersetzt, da diese weniger Verschleiß aufwiesen. Als Radeberg ab 1886 ein eigenes Wasserleitungsnetz bekam, verloren die Wassertröge ihre Funktion. Im Jahr 1894 wurde der größte, 15.000 Liter fassende Steintrog abgebaut.
Die erste Gasbeleuchtung auf dem Markt wurde 1896 installiert. Im Jahr 1900, zur Einweihung des König-Albert-Denkmals, wurden zwei große Gaskandelaber auf dem Platz errichtet. Durch die beiden Weltkriege und den zeitlichen Verfall stark beschädigt, wurden die Reste dieser beiden Kandelaber bei einer Neugestaltung des Marktes 1954 entfernt; eine für die Zeit typische Straßenbeleuchtung wurde eingerichtet.
Bekannte Geschäfte zu Zeiten der DDR waren unter anderem das Zoologische Laboratorium des Insektenkundlers Werner Heinz Muche, ein Delikat (Lebensmittel für den höheren Bedarf) und die Filiale der Sparkasse mit einer Reisezahlungsmittelstelle. Die Bausubstanz der gesamten Radeberger Innenstadt wurde allerdings stark vernachlässigt, auch die Gebäude am Markt verfielen. Im Jahr 1987 wurde von der Stadtverwaltung gemeinsam mit der Bezirksleitung der SED ein Konzept zur Sanierung der Innenstadt entworfen und mit der Umsetzung begonnen. Nach der Wende wurde das Konzept erweitert und ausgebaut, die Gebäude am Markt wurden umfassend saniert, die Innenstadt wurde komplett nach historischen Gesichtspunkten ausgebaut.

### Rathaus
Ein Rathaus am Radeberger Markt wurde erstmals im Jahr 1517 erwähnt. Ein Stadtbrand vernichtete 1714 die gesamte Innenstadt, das Feuer zerstörte auch das erste Rathaus komplett. Der Wiederaufbau dauerte noch an, als es am 18. Mai 1741 wieder in der Stadt brannte, das Rathaus fiel erneut den Flammen zum Opfer:

„Den 18. May Abends 11 Uhr erweckte ein fürchterliches Feuer Geschrey die ganze Stadt aus dem ersten Schlaf. Das fast ausgebrannte Rathauß, das noch nicht ganz völlig von den vorigen Brande Ao 1714 hatte hergestellt werden können und worauf bereits über 4000 Thlr. war verwendet wordten wurden ein Raub der Flammen. Mit dem Rathhause ging auch das ganze Raths Archiv verloren.“

Während des Siebenjährigen Kriegs wurde Radeberg von preußischen Truppen besetzt, was einen Neubau des Rathauses zunächst unmöglich machte. Bürgermeister Heinrich Müller ergriff 1767 die Initiative für den Bau eines neuen Gebäudes. Dafür wurden 4100 Taler aufgebracht und der Dresdner Baumeister Samuel Locke bekam den Auftrag, das neue Rathaus zu entwerfen. Der „schlichte Bau“ war 1769 soweit fertiggestellt, dass am 13. Juni die erste Sitzung im neuen Gebäude abgehalten werden konnte. Auch ein Ratskeller war im neuen Gebäude vorhanden. Das Dach wurde 1778 mit verzinntem Blech verkleidet. Das Rathaus erhielt 1787 eine neue Uhr. Die wachsende Stadt erforderte immer mehr Platz für die Stadtverwaltung, so dass ständig Aus- und Umbauten am Rathaus durchgeführt wurden. Das Gebäude wurde im Jahr 1822 um ein drittes Stockwerk aufgestockt und eine „klassizistische Lisenengliederung“ hinzugefügt. Im Jahr 1863 wurde das Mansarddach zu einer vollwertigen Etage ausgebaut. Benachbarte Verkaufsstände, beispielsweise die Fleischbänke, mussten dem Ausbau des Rathauses weichen. Im Jahr 1864 wurde ein größerer Rathaussaal eröffnet, dessen Nutzung auch dem Pächter des Ratskellers oblag. Der historische Ratskeller schloss 1901. Im Zuge der zahlreichen Umbauten waren viele der ursprünglichen Elemente der Fassade verschwunden, die 1904 komplett im Stil des Neobarock neugestaltet wurde. Bis 1925 befand sich eine Filiale der Sparkasse im Rathaus, danach musste sie durch den stets steigenden Platzbedarf der Verwaltung an einen neuen Standort in das Stadthaus Grüne Tanne umziehen.
Nach dem Zweiten Weltkrieg besetzten Einheiten der Roten Armee das Rathaus. Soldaten brachten auf der Spitze des Rathausturms einen Roten Stern an. Im Jahr 1947 bekam die Stadt Radeberg das Rathaus zurückübereignet. Der Stern auf der Turmspitze blieb noch für mehrere Jahre bestehen. In der DDR-Zeit wurde der Erhaltung der Bausubstanz des Rathauses – wie bei allen Gebäuden am Markt – wenig Beachtung geschenkt. Ende der 1990er- und Anfang der 2000er-Jahre wurde das Gebäude umfassend saniert, die Fassade wurde wieder in den Zustand der neobarocken Gestaltung von 1904 gebracht.

### Gastronomie am Markt

Markt zu Beginn des 20. Jahrhunderts: mittig rechts der Gasthof Zur Grünen Tanne, daneben der Gasthof Stadt Dresden

Neben dem Ratskeller im Rathaus existierten im Laufe der Zeit mehrere gastronomische Einrichtungen am Markt. Die exponierte Lage des Platzes machte ihn zu einer bevorzugten Adresse für Gastwirte. Um eine Gaststätte am Markt zu eröffnen, benötigte man ein Privileg des Landesherren. Seit 1683 bestand der Gasthof Zur Grünen Tanne am Markt (Markt 1). Über 100 Jahre blieb die Grüne Tanne neben dem Ratskeller die einzige Gastwirtschaft am Markt. Der Wirt Johann Michael Hamel erwarb 1800 das Grundstück Markt 4 und bewarb sich um eine Gaststättenkonzession. Trotz Widerstands des Wirts der Grünen Tanne bekam er die Genehmigung und eröffnete den Gasthof Zum Goldenen Anker. Im Jahr 1874 eröffnete direkt neben der Grünen Tanne das Gasthaus Stadt Dresden. Im Haus Markt 11 eröffnete 1876 das Gasthaus Mißbach, das später als Sachsenhof bezeichnet wurde. Die Schließung des Ratskellers im Jahr 1901 wirkte sich positiv auf die wirtschaftliche Lage der anderen Gaststätten aus. Im Jahr 1919 wurde die Ortsgruppe Radeberg der KPD im Sachsenhof gegründet.
Nach dem Ersten Weltkrieg kaufte die Stadt Radeberg das Gebäude der Grünen Tanne. Es wurde Stadthaus Grüne Tanne genannt und als Verwaltungsgebäude genutzt. Lediglich in der unteren Etage gab es noch einen Gasthof mit dem Namen Stadtkeller. Im Jahr 1936 wurde er in Ratskeller umbenannt. Der „neue“ Ratskeller war die letzte Gaststätte am Radeberger Markt. Im Jahr 2000 wurde er durch den Kunsthandwerker Jochen Knie mit einem großen Wandbild sowie einem komplett mit hölzernen Reliefs verkleideten Tresen ausgestattet. Die Gastwirtschaft wurde am 31. Dezember 2011 geschlossen, seither nutzt die Volkssolidarität das Gebäude.

## Bauwerke und Denkmale

### Alte Postdistanzsäule (1729–1852)

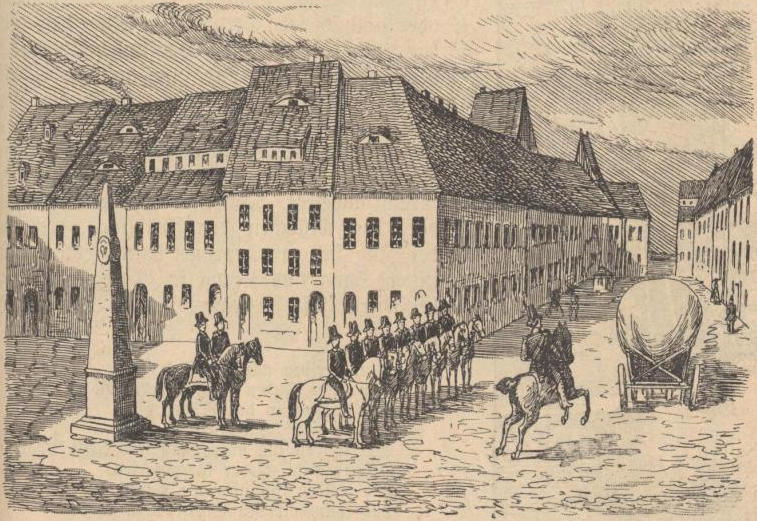
Der Markt mit der ersten Distanzsäule um 1840, Blick in Richtung Hauptstraße

Die heute sichtbare Postdistanzsäule ist eine 2012 errichtete originalgetreue Nachbildung der 1729 aufgestellten Säule. 
Im Rahmen der Zweiten Kursächsischen Landvermessung erhielt Adam Friedrich Zürner vom Kurfürsten August dem Starken 1713 die Weisung, das gesamte Kurfürstentum Sachsen zu vermessen und die Ergebnisse in „Mappas Geographicas“ kartografisch darzustellen. Im Ergebnis dessen wurden unter Leitung Zürners ab 1722 Postmeilensäulen und Distanzsäulen zur genauen Angabe der Entfernung zwischen den Ortschaften und als Basis einer exakten Berechnung der Postgebühren aufgestellt. Zürner entwickelte zuvor auch das ab 1722 im Kurfürstentum Sachsen verbindliche System der Entfernungsangaben (in Stunden) und der einheitlichen Markierungspunkte mittels etwa 4,5 Meter hoher repräsentativer Postdistanzsäulen (in den Städten und Orten mit Kreuzungen wichtiger Fernstraßen), 3,75 Meter hohen weniger repräsentativen Ganzmeilensäulen, jede Meile geteilt durch eine kleinere Halbmeilensäule und diese wiederum durch noch kleinere Viertelmeilensteine. Eine kursächsische Meile entsprach (von 1722 bis 1840) nach heutigem metrischem System 9,062 km. Die Entfernungsangaben auf den Säulen wurden in Stunden angegeben, eine Meile entsprach 2 Stunden, eine halbe Meile also einer Stunde = 4,531 km. Die kleinste Entfernungsangabe auf den Säulen war die Achtelstunde. Diese auf den Säulen angegebenen Entfernungsangaben in Stunden und deren Umrechnungen in Mittlere Post- oder Polizeimeilen (bzw. hach heutigem System in Kilometern) waren bis 1840 gültig, als die Einführung der Kleinen / Neuen Postmeile mit exakt 7,5 km in Sachsen verbindlich und die Stunde als Entfernungsangabe abgelöst wurde. 
Diese Distanzsäulen mussten die Städte jeweils an den Stadttoren aufstellen, durch die eine Poststraße führte. Die Kosten für den Bau der Säulen fielen der Stadtkasse zur Last. Da in Radeberg zu dieser Zeit Geldnot herrschte, erhielt die Stadt die Genehmigung, nur eine Distanzsäule errichten zu müssen, welche zentral auf dem Markt zu bauen sei:

„Am 30. Sept. 1725 ergangene allergnädigste Zusage, daß nur eine große Stadtsäule auf dem Marckte gesetzt werden solle.“

Die originale Radeberger Postdistanzsäule ist am 28. Oktober 1729 auf dem Markt aufgestellt worden. Sowohl den Sandstein als Baumaterial als auch die Größen und Formen, die farbliche Gestaltung, das Aussehen des Wappensteins und die Gestaltung der Säulen-Beschriftungen hatte Zürner für alle Säulen zentral vorgegeben. 
Als die Stadt 1741 niederbrannte, blieb die Säule unversehrt. Sie musste 1791 einige Meter in Richtung Mitte des Platzes versetzt werden, da sie dem Ausbau des damaligen Wachgebäudes am Markt im Weg stand. Im Jahr 1840 wurden Ausbesserungs- und Instandhaltungsarbeiten durchgeführt. Bei der letzten Sanierung wurde an der Spitze der Säule eine Laterne zur besseren Ausleuchtung des Marktes angebracht. Im 19. Jahrhundert hatten sich vielerorts Post- und Handelswege geändert, in vielen Regionen waren inzwischen neue Maßeinheiten eingeführt worden. Das machte die Postmeilensäulen unnötig, woraufhin die Radeberger Säule im Zuge einer Marktneugestaltung 1852 abgetragen und das Material anderweitig genutzt wurde.

### Neue Postdistanzsäule (2012)

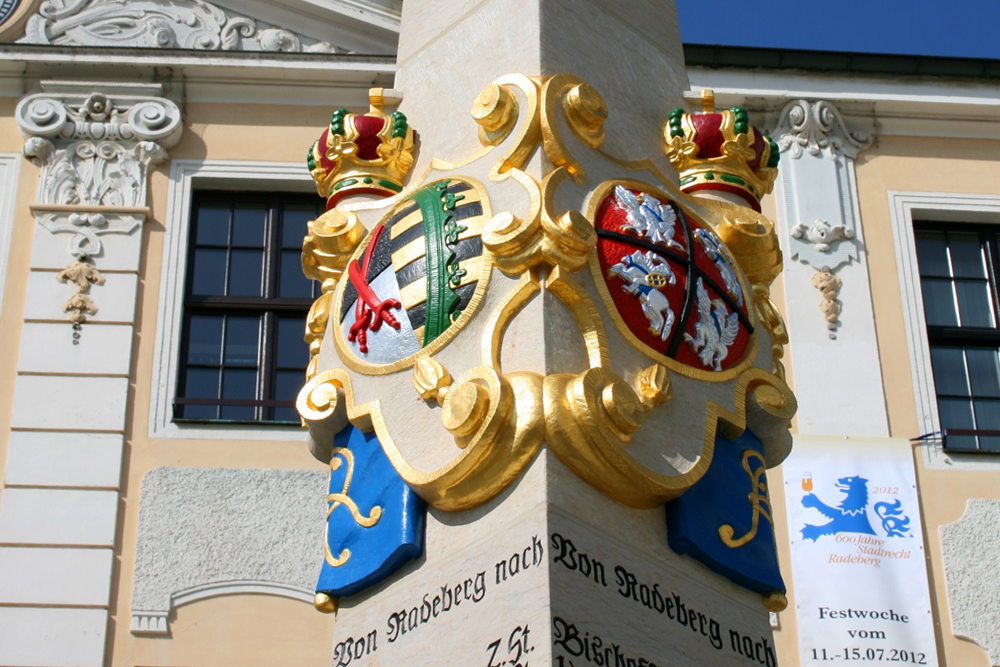
Wappenstein

Im Jahr 2008 wurden die ersten Pläne veröffentlicht, die Kursächsische Postdistanzsäule auf dem Markt wieder aufzubauen. Das Konzept sah einen detailgetreuen historischen Nachbau vor. Vom alten Material der Säule war nichts erhalten geblieben, was eine vollständige Neukonstruktion erforderlich machte. Erhaltene Dokumente, Akten und Rechnungen wurden zu Rate gezogen, um die neue Säule so exakt wie möglich dem Original nachzuempfinden. Als Baumaterial wurde Cottaer Sandstein verwendet. Das genaue Aussehen der Säule, des Wappensteins, die Farben und die Beschriftungen wurden exakt nach den Vorgaben des Baumeisters der historischen Distanzsäule geschaffen. Die Kosten für den Bau beliefen sich auf etwa 45.000 Euro. Davon wurden 15.000 Euro von Bürgern und Unternehmen aus Radeberg und Umgebung in Form von Stifterbriefen aufgebracht.
Am 16. März 2012, auf den Tag genau zum 600. Jahrestag der Verleihung des Stadtrechts am 16. März 1412 durch Friedrich I., Markgraf von Meißen und Landgraf von Thüringen, enthüllte der Radeberger Oberbürgermeister Gerhard Lemm die neue Postdistanzsäule und übergab sie der Öffentlichkeit. Als Vertreter der sächsischen Regierung war Ministerpräsident Stanislaw Tillich anwesend. Nach der Enthüllung fand ein Festakt mit 200 geladenen Gästen im Kaiserhof statt, der gleichzeitig die Festivitäten zum 600-jährigen Stadtjubiläum eröffnete.
Die neue Distanzsäule wurde nach ihrer Aufstellung als Baudenkmal unter der Nr. 09304219 in die Denkmalliste der Stadt aufgenommen.

### König-Albert-Denkmal (1900–1940)

König-Albert-Denkmal, Postkarte um 1900

Im Jahr 1899 beschlossen die Stadtverordneten gemeinsam mit dem Stadtrat, ein Denkmal zu Ehren des sächsischen Königs Albert zu errichten. Die lokale Zeitung schrieb dazu am 28. Januar 1900:

„Auf dem hiesigen Marktplatze soll mit Genehmigung der zuständigen Stellen ein Standbild Sr. Majestät des Königs errichtet werden und es ist beschlossen wurden zur Beschaffung der Mittel für eine würdige Ausstattung des Platzes durch Gaskandelaber und dergleichen noch eine Sammlung zu veranstalten.“

Da die ausgeschriebene Sammlung nicht die benötigte Menge Geld zur Erbauung des Denkmals eingebracht hatte, stiftete der Radeberger Industrielle Max Hirsch die restliche Summe. Radeberg war die erste Stadt in Sachsen, die König Albert ein Denkmal setzte. Der Bildhauer Heinrich Wedemeyer erhielt den Auftrag, das Standbild des Königs für den Radeberger Markt zu entwerfen. Der Bronzeguss der Statue wurde in der Dresdner Kunst- und Glockengießerei C. Albert Bierling unter der Leitung von Clemens Bierling, dem Sohn des Firmengründers, angefertigt. Den steinernen mehrteiligen Sockel des Denkmals schuf der Steinmetzmeister Friedrich Wilhelm Rietschel aus Radeberg.
Am 22. April 1900 wurde das Denkmal mit einem Festakt feierlich enthüllt. Als Vertreter des sächsischen Königshauses war Alberts Bruder, der Kronprinz Georg, anwesend.
Während des Ersten Weltkriegs wurden viele Bronzedenkmäler im Deutschen Reich als Metallspende für die Rüstungsindustrie eingeschmolzen. Das Radeberger Denkmal konnte jedoch davor bewahrt werden. Auch einem Antrag oppositioneller Stadtverordneter im Jahr 1921, das monarchistische Standbild vom Markt zu entfernen, wurde nicht stattgegeben. Als im Zweiten Weltkrieg erneut im ganzen Reich Denkmäler, Glocken, Kupferdächer und Ähnliches beschlagnahmt und eingeschmolzen wurden, ordnete der sächsische Regierungsbaurat Nagel am 16. April 1940 an, das Radeberger Standbild der Metallspende zuzuführen. Die Skulptur erbrachte etwa 400 Kilogramm Bronze.

### Springbrunnen (1954–1988)
Die Initiative Nationales Aufbauwerk der DDR errichtete 1954 einen einfachen Springbrunnen in der Mitte des Marktes. Das Wasserbecken hatte die Form eines regelmäßigen Achtecks, in der Mitte befand sich eine kleine Fontäne. Dieser Brunnen bestand bis ins Jahr 1974.
Im Jahr 1975 wurde im Auftrag der Stadtverwaltung ein neuer, repräsentativerer Springbrunnen erbaut. Er entstand an der Stelle des ersten Brunnens. Der Radeberger Bildhauer und Künstler Herbert Viecenz (1932–2007) übernahm die Gestaltung des Brunnens. Der Grundriss des neuen Bauwerks war ebenfalls achteckig. In der Mitte des Wasserbeckens stand eine Säule mit zwei kunstvoll gestalteten Schalen, über die das Wasser der Fontäne ablief. Zusätzlich zu dieser Kaskade befanden sich unter den Schalen mehrere Wasserspeier. Die acht Seitenflächen des Brunnens waren vollständig mit Reliefs aus Keramik verkleidet. Die Motive zeigten Alltags- und Arbeitsszenen Radebergs im Sozialismus. Durch unzureichendes Brennen der Keramikelemente waren diese jedoch nicht witterungsfest, so dass der Brunnen im Laufe der Jahre schwere Beschädigungen erlitt. Im Zuge einer Neugestaltung des Marktplatzes wurde der Brunnen 1988 demontiert und nicht wieder aufgebaut.

### Glasbläser

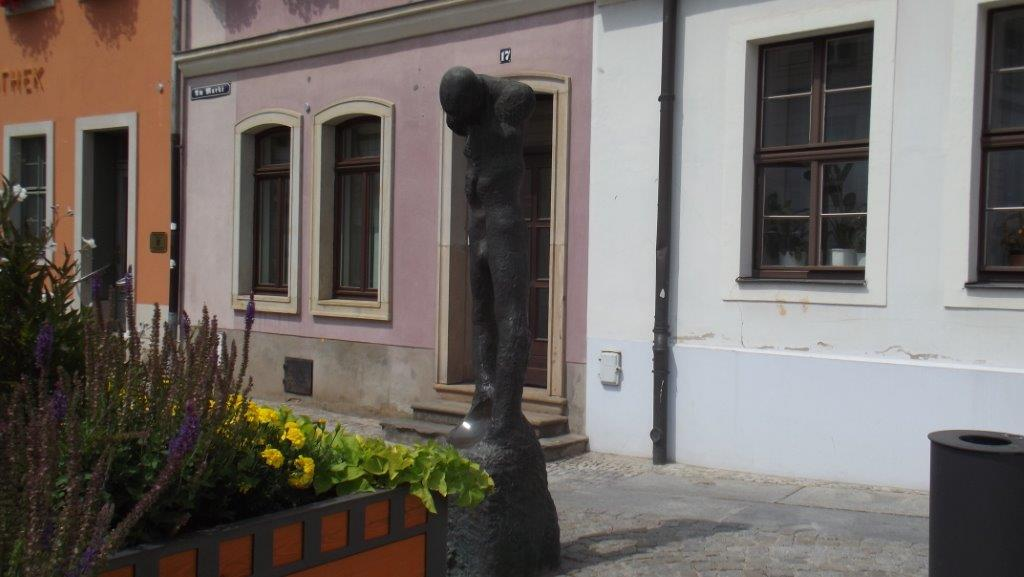
Der Glasbläser

Der Dresdner Künstler Matthias Jackisch wurde 1990 damit beauftragt, die Skulptur Der Glasbläser auf dem Marktplatz zu errichten. Die Bronzefigur befindet sich vor dem Bürgerbüro und bildet eine Einheit mit einem kleinen, quaderförmigen Brunnenbecken. Die stilisierte Darstellung eines Glasbläsers weist auf die Radeberger Glasindustrie hin, die seit Mitte des 19. und in der ersten Hälfte des 20. Jahrhunderts das Leben in der Stadt maßgeblich prägte.

## Nutzung und Veranstaltungen

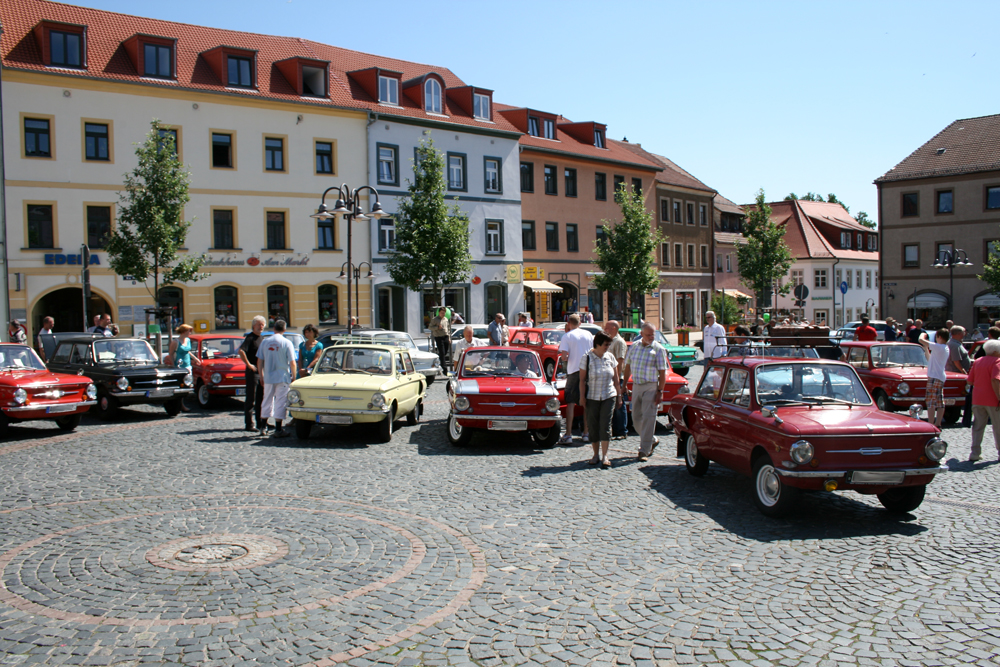
Saporoshez-Treffen auf dem Markt

Zweimal in der Woche wird auf dem Marktplatz ein Wochenmarkt veranstaltet. An den anderen Tagen dient er, sofern keine Veranstaltung stattfindet, als Parkplatz.
Am Valentinstag schaffen einheimische Künstler jedes Jahr vor dem Rathaus Eisskulpturen. Im Spätsommer treffen sich Laufbegeisterte zum Start des Hüttertallaufes auf dem Markt. In der Adventszeit wird der Weihnachtsbaum der Stadt Radeberg vor dem Rathaus aufgestellt.
Während des Radeberger Bierstadtfestes wird auf dem Platz die Hauptbühne des Festes errichtet. Traditionelle Programmpunkte wie der Radeberger Funkenflug, das Finale des Radeberger Bierfassrollens und der Radeberger Festumzug werden im Rahmen des Stadtfestes auf und um den Markt durchgeführt.
Die Oldtimerrallye Sachsen Classic und andere Veranstaltungen rund um das Thema Auto machen regelmäßig Station auf dem Marktplatz.